# 職業訓練指導員 (床仕上げ科)
職業訓練指導員 (床上げ科)（しょくぎょうくんれんしどういん ゆかあげか）は、職業訓練指導員免許のうちの1つ。厚生労働省管轄。

## 受験資格
職業訓練指導員免許の受験資格と試験免除を参照。内装仕上げ施工技能士の保有者など。

## 試験科目

### 学科試験
1. 指導方法（職業訓練原理、教科指導法、訓練生の心理、生活指導及び職業訓練関係法規）
2. 関連学科
  1. 系基礎学科
    1. 建築工学（建築生産　内装装飾　建築構造　建築製図　関係法規）
    2. 安全衛生（安全管理　衛生管理）

  2. 専攻学科
    1. 材料（床用材料　副材料）
    2. 施工法（床下地施工法　カーペット及びタイルカーペット施工法　床シート及び床タイル施工法　仕様及び積算）

### 実技試験
1. 床施工